# Phare de la Hague
Le phare de la Hague, ou phare de Goury, se dresse à 800 mètres au large du cap de la Hague au nord-ouest de la presqu'île du Cotentin dans le département de la Manche, sur le rocher dit « le Gros du Raz ».
Il signale le raz Blanchard, l'un des courants de marée les plus forts d'Europe, entre le cap de la Hague et l'île anglo-normande d’Aurigny, ainsi que l'entrée nord du passage de la Déroute menant vers la côte est de l'île de Jersey.

## Historique
Le phare est situé près du port de Goury, connu au XVIIe siècle pour la contrebande avec les îles Anglo-Normandes, et sur le passage dit de la Déroute.
Après de multiples naufrages de navires à l'abord du raz Blanchard, 27 rien que pour l'année 1823 dont celui du paquebot américain Paris en provenance de New-York , il a été décidé d'édifier un phare au large d'Auderville et du port de Goury. Bien que le phare de Gatteville soit proche, il a semblé indispensable d'ériger un feu supplémentaire en raison de la puissance des courants, de la grande amplitude des marées et de la présence du rocher dit de la Foraine.
Le phare de Goury a donc été construit à partir de 1834, en trois ans, sur les plans de l'ingénieur Morice de La Rue (qui est aussi à l’origine de celui de Gatteville), sur le rocher dit du Gros-du-Raz. C’est le premier phare français construit sur une roche d'à peine dix mètres de rayon.
Mise en service en 1837, cette tour cylindrique de 55,75 m par rapport à la mer, en granit de Flamanville et de neuf niveaux, est gardiennée par rotation, les gardes étant logés sur la terre ferme, à 1 km de l’édifice à l’issue de leur période sur le phare. Il est électrifié en 1971 et automatisé en 1989 ; les derniers gardiens partent en mai 1990.
Le phare est éteint durant les deux guerres mondiales.
La première optique, mise en service le 1er novembre 1837, était un feu fixe blanc d’horizon avec une focale de 0,92 m. Elle a été remplacée le 31 août 1890 par une optique à seize panneaux sur galets, provenant du phare de Gris-Nez, offrant un feu à éclats avec un cycle de 10 secondes. Le 3 septembre 1905, une troisième optique à puissance renforcée a été installée. Produisant un éclat blanc toutes les 5 secondes, elle était équipée de quatre panneaux au 1/4 de rotation, placée sur une cuve à mercure soutenue par quatre colonnes, et disposait d'une focale réduite à 0,70 m. Enfin, l’optique double actuelle, également composée de quatre panneaux au 1/4 de rotation, a été mise en place en 1950. Des travaux de réfection de la lanterne sont réalisés en 2013. La portée du feu est de 19 milles (environ 34 km).

## Caractéristiques
- Description : tour cylindrique de 48 mètres de hauteur en pierre de taille de granite du port Diélette.
- Architecte : Charles-Félix Morice de la Rue.
- Feu : blanc à éclats /5 secondes - EBS5S
- Éclairage : lampe incandescence de 250 watts.

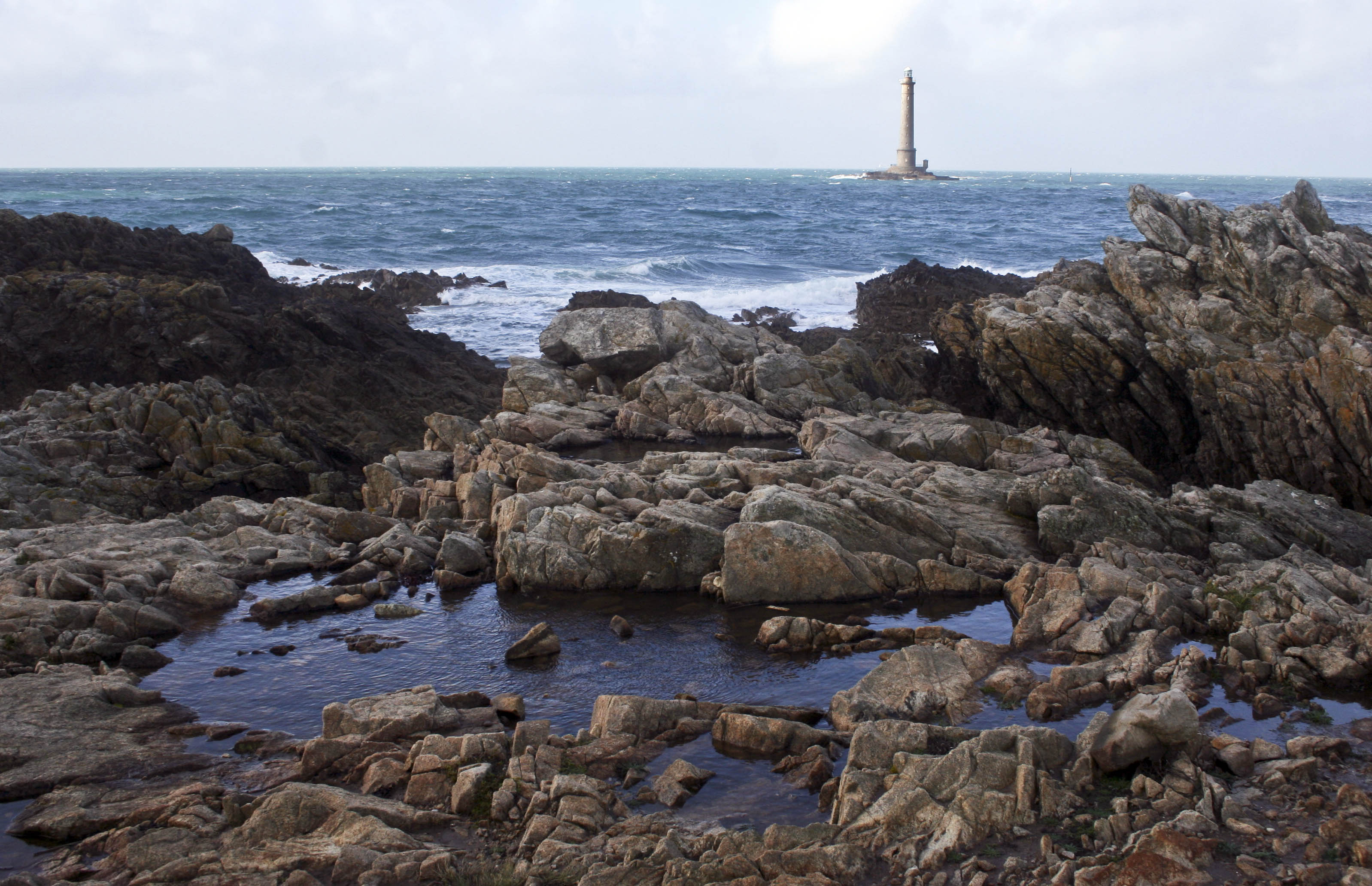
Le phare vu du continent.
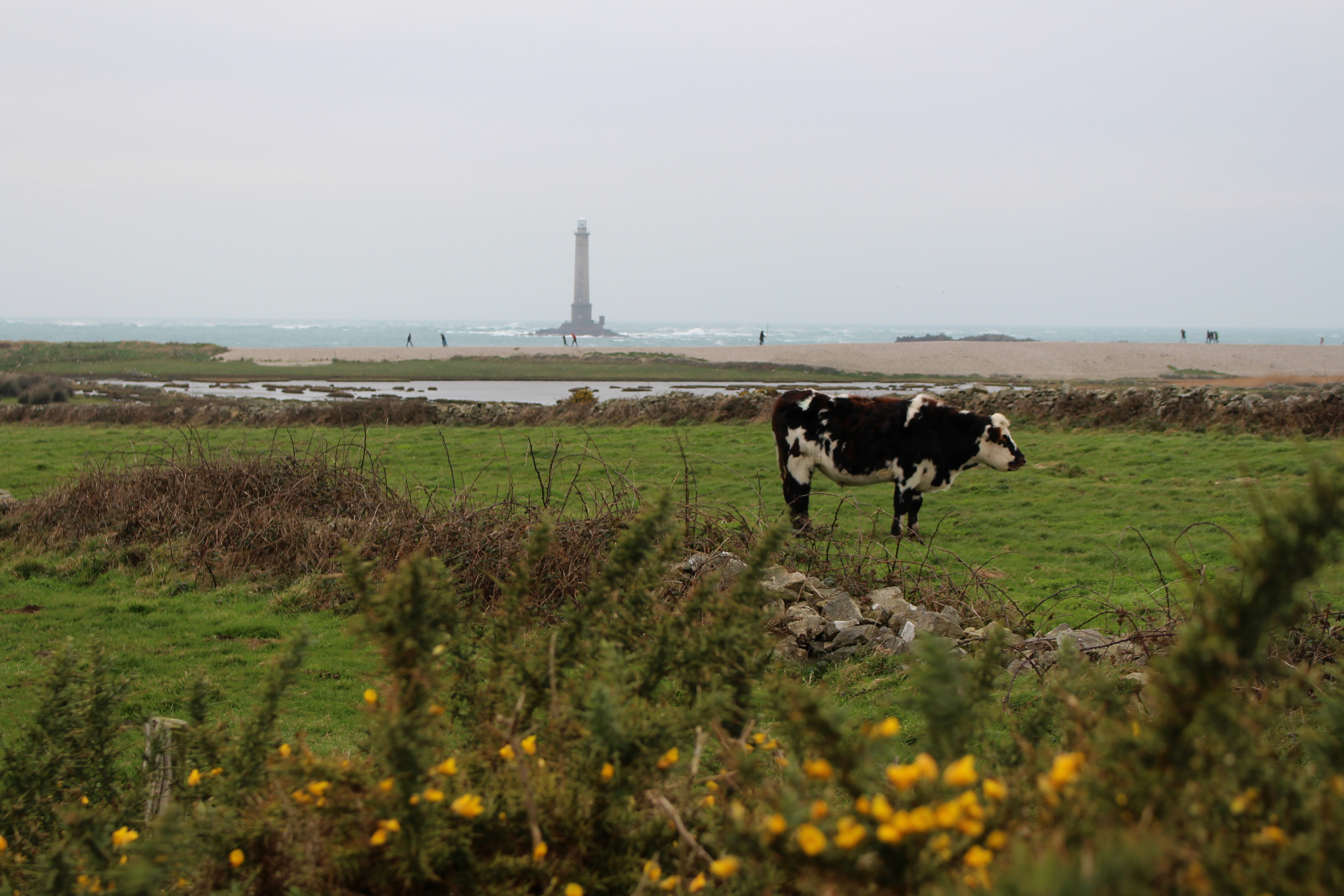
Autre vue à marée basse depuis la campagne.
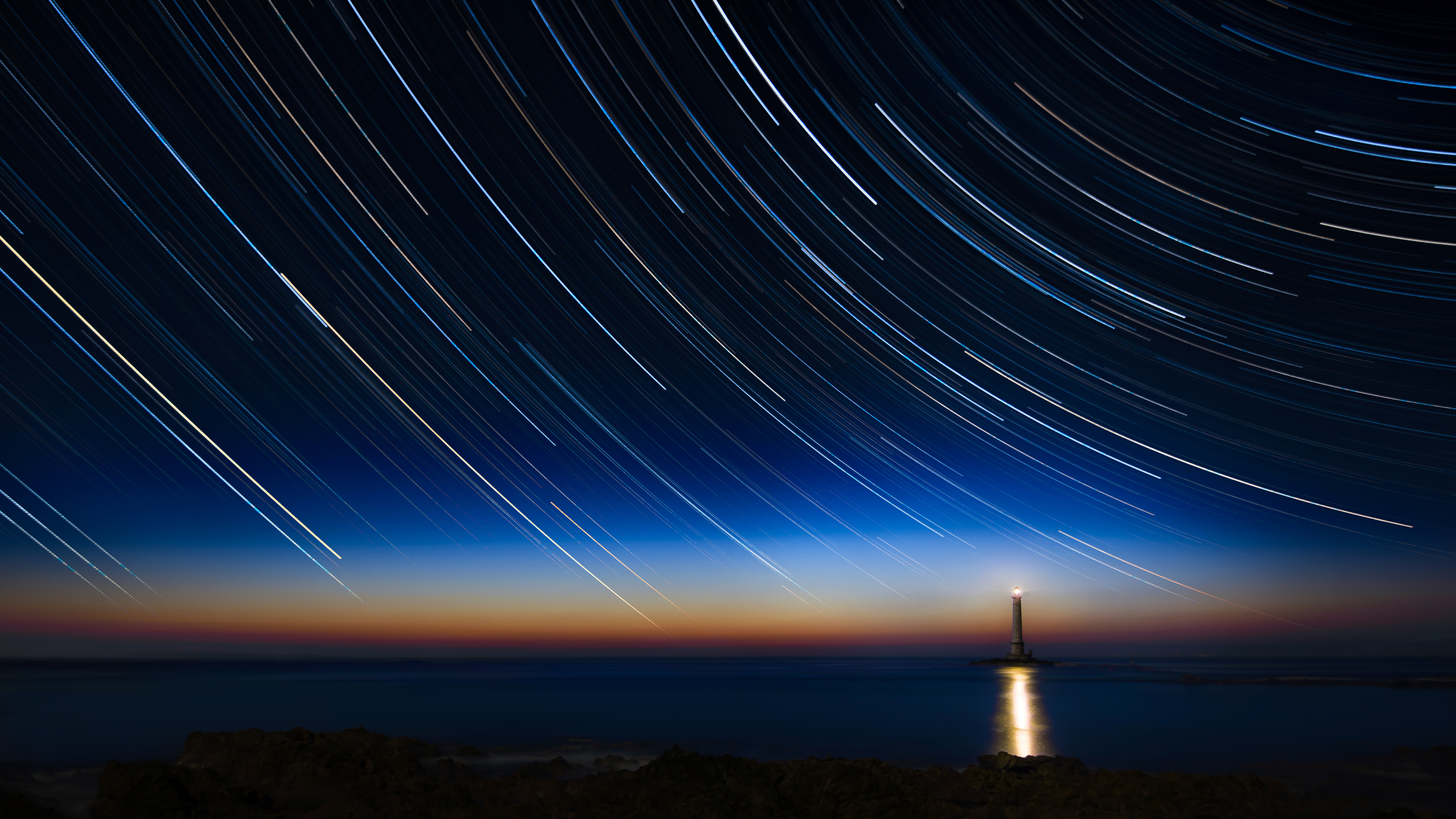
Le phare dans les étoiles.

## Protection
Le phare est inscrit au titre des monuments historiques par arrêté du 11 mai 2009.

## Divers
- En 2019, un timbre est édité par la Poste à l’effigie du phare[10].
- La station SNSM de Goury, spéciale pour sa forme octogonale et ses deux cales est présente face au phare depuis 1871[11],[12].
- Le numéro de l'établissement de signalisation maritime du phare est le n° 504/000[7]
- Le phare appartient à la Direction interrégionale de la Mer (DRIM) Manche Est - Mer du Nord[13]
- Lors de forts coefficients de marées et par temps calme, il est possible de se rendre au phare à pied.
- Il existe une plateforme, rajouter bien plus tard, afin de poser un hélicoptère pour des travaux[4].